# Vitalij Ošarov
Vitalij Volodymyrovyč Ošarov (in ucraino Віталій Володимирович Ошаров?; 16 febbraio 1980) è uno schermidore ucraino, vincitore di una medaglia di bronzo ai campionati mondiali di scherma.

## Palmarès
In carriera ha conseguito i seguenti risultati:
- Mondiali di scherma

Lipsia 2005: bronzo nella spada a squadre.
- Europei di scherma

Bourges 2003: argento nella spada a squadre.
Zalaegerszeg 2005: argento nella spada a squadre.